# WALL-E (videojuego)
WALL-E (estilizado como WALL·E) es un videojuego de plataformas desarrollado por Heavy Iron Studios y distribuido por THQ, basado en la película de 2008 del mismo nombre. El juego recibió críticas mixtas.

## Como se juega
Las versiones de PlayStation 3, Wii y Xbox 360 cuentan con nueve niveles explorables. Las versiones de Microsoft Windows, Mac OS X, PlayStation 2 y PlayStation Portable cuentan con veinticuatro niveles, y la Nintendo DS cuenta con catorce mundos explorables. La Wii es la única versión del juego que cuenta con 3 modos multijugador cara a cara, mientras que la versión de Nintendo DS presenta modos cooperativos que se pueden jugar como WALL•E o EVA. A medida que el jugador juega a través de los niveles de la versión de Nintendo DS, desbloquea clips de la película que se pueden ver en cualquier momento. Las versiones de Microsoft Windows, Mac OS X, PlayStation 2 y PlayStation Portable permiten al jugador usar música para llamar robots defectuosos durante todo el juego. El modo historia parece estar alterado ya que los roles del personaje son diferentes a los de la película, como WALL•E puede usar comúnmente su láser, GO-4 no se destruye (e intenta robar la planta cuando el Axioma aterriza en la Tierra), EVA es electrocutada por AUTO (en lugar de que WALL•E sea electrocutado, como en la película) y WALL•E reparando a EVA (en la película, EVA intenta reparar a WALL•E). La escena de EVA siendo electrocutada en el juego en realidad se tenía planeado que ocurriera, pero fue cambiada después.

## Argumento
En el siglo XXII, la Tierra queda cubierta de basura, mientras la megacorporación Buy-n-Large evacuó a la humanidad en gigantes naves generacionales, despachando robots compactadores de basura llamados "Waste Allocation Load Lifter • Earth class" o WALL•E, pero siete siglos después, todos dejaron de funcionar menos uno. Un día, WALL•E descubre una plántula viva en un refrigerador, y la guarda en una bota vieja. Una nave espacial no tripulada llega a la Tierra, dejando una sonda robot llamada "Evaluador de Vegetación Alienígena" o EVA. WALL•E se enamora de EVA a primera vista, sin embargo, ella es inicialmente hostil después de que casi le dispara, pero, después de perseguirla, WALL•E por fin logra hacer contacto con EVA, y se hacen amigos rápidamente. Mientras una tormenta de arena azota la ciudad, WALL•E y EVA se abren paso hasta llegar al camión de WALL•E, quien le enseña muchas de las baratijas que encontró,y finalmente le enseña la planta, pero ella se la guarda dentro, y se apaga, dejando a WALL•E preocupado. WALL•E la deja en el techo del camión, pero la nave que dejó a EVA viene para recogerla, así que WALL•E la persigue, y se aferra a la nave mientras llega a la nave de donde provino, el Axioma.
Mientras evita a un obsesivo y compulsivo robot de limpieza llamado "Microbe Obliterator" o M-O, WALL•E sigue el carro robot que transporta a EVA hasta la cabina del capitán del Axioma, B. McCrea, quien esta sorprendido por el hallazgo de una planta, y descubre que insertar la planta en el Holo-Detector de la nave iniciaría un hipersalto, pero al inspeccionar el compartimiento de almacenamiento de EVA, la planta no esta. Creyendo que EVA esta defectuosa, McCrea ordena a AUTO, el piloto automático del Axioma, que la lleve a Diágnosticos, junto con WALL•E para que sea limpiado. Sin embargo, WALL•E cree que EVA está siendo torturada, así que usa el cañón de plasma de EVA para luchar contra los numerosos robots de seguridad del Axioma, mientras libera varios robots defectuosos para que lo ayuden. WALL•E alcanza a EVA, quien, frustrada, intenta enviarlo a casa en una cápsula de escape, pero WALL•E quiere que EVA vaya con el, aunque ella no puede abandonar su directiva. Son interrumpidos cuando el primer oficial de AUTO, un robot llamado GO-4, pone la planta robada en una cápsula donde WALL•E esta, y la programa para autodestrucción. WALL•E logra escapar de la cápsula mientras explota, usando un extintor de incendios como propulsor que se sale de control mientras EVA lo persigue por el espacio, y entran de nuevo al Axioma. 
Habiendo regresado al Axioma, WALL•E le enseña a EVA la planta que logró salvar de la explosión. EVA la toma y se dirige a la cabina de McCrea, quien decide que hay que regresar a la Tierra, sin embargo, AUTO se niega, revelando su propia directiva secreta de no retorno, A113, emitida después de que la BnL falsamente concluyó que el planeta no podía salvarse. Cuando McCrea revoca esta directiva, AUTO y GO-4 se amotinan, electrocutando a EVA y arrojándola junto con la planta por el conducto de basura. WALL•E escucha a EVA y la sigue por el conducto con M-O todavía persiguiéndolo. WALL•E logra encontrar la planta, y el y EVA, junto con M-O, se dirigen a la cubierta Lido donde ellos, con ayuda de los robots defectuosos, luchan contra los robots de seguridad del Axioma. McCrea lucha contra AUTO y se las arregla para abrir el Holo-Detector. Sin embargo, AUTO inclina el Axioma e intenta cerrar el Holo-Detector, pero WALL•E se dirige al Holo-Detector e intenta mantenerlo abierto. AUTO aplasta a WALL•E en el Holo-Detector, pero McCrea logra desactivarlo y endereza manualmente el Axioma, mientras EVA inserta la planta en el Holo-Detector, dejando ver a un WALL•E seriamente dañado, e iniciando un hipersalto.
Habiendo llegado a la Tierra, EVA repara a WALL•E, pero descubre que su memoria se ha reiniciado y que su personalidad ya no es la misma. Con el corazón roto, EVA le da a WALL•E un "beso" de despedida, el cual restablece su memoria y restaura su personalidad original. WALL•E y EVA se reúnen mientras los humanos y robots convierten el devastado planeta en un paraíso.

## Recepción
Todas las versiones del juego fueron recibidas con reseñas generalmente mixtas. Dando una reseña a la versión de Xbox 360, IGN concluyó que en lugar de comprar el juego, "Esta puede ser una instancia en la que esperas el DVD o vas a ver la película nuevamente". Al 30 de julio de 2008, el juego vendió más de un millón de copias. La versión de PlayStation 2 fue nominada como uno de los "Juegos más sorprendentemente buenos" y "Mejor uso de una licencia creativa" por los premios "Mejor de 2008" de GameSpot, pero no ganó ninguno.